# Skarvmyrtjärnarna
Skarvmyrtjärnarna är varandra näraliggande sjöar i Storumans kommun i Lappland som ingår i Umeälvens huvudavrinningsområde.
- Skarvmyrtjärnarna (Stensele socken, Lappland, 720370-156547), sjö i Storumans kommun, 64°55′51″N 17°11′21″Ö / 64.9307°N 17.1892°Ö
- Skarvmyrtjärnarna (Stensele socken, Lappland, 720384-156564), sjö i Storumans kommun, 64°55′55″N 17°11′34″Ö / 64.9319°N 17.1929°Ö
- Skarvmyrtjärnarna (Stensele socken, Lappland, 720398-156582), sjö i Storumans kommun, 64°55′59″N 17°11′48″Ö / 64.9331°N 17.1967°Ö
- Skarvmyrtjärnarna (Stensele socken, Lappland, 720439-156547), sjö i Storumans kommun, 64°56′06″N 17°11′20″Ö / 64.9349°N 17.189°Ö (9,2 ha)